# Ванцак Борис Сидорович
Бори́с Си́дорович Ванца́к (* 3 грудня 1929, Лубни — † 1999) — український радянський журналіст, краєзнавець. Заслужений журналіст УРСР з 1988 року. Апологет комуністичної ідеології.

## Біографія
Борис Сидорович Ванцак народився 3 грудня 1929 року в місті Лубни в сім'ї робітника. 1947 року закінчив сім класів Лубенської семирічної школи № 2. Оскільки ще десь із 1944 року писав вірші, п'єски — мріяв закінчити десятирічку, вивчитися та стати літератором. Проте скрутне матеріальне життя змусило Бориса піти до Лубенського технікуму лікарських рослин. Вступив на хіміко-фармацевтичне відділення, але технікум перепрофілювали на лісовий. Закінчив його в грудні 1951 року за фахом техніка-лісівника. Як молодий спеціаліст майже 5 років заліснював сипучі піски пустелі в Туркменистані: працював помічником лісничого, лісничим, інженером лісових культур у лісгоспах Красноводської області.
1955 року Борис Ванцак розрахувався з роботи в Тукменистані. Перед виїздом до Лубен закінчив курси електриків високовольтних установок. Від 1956 року працював на підприємствах Лубен: робітником на швейній фабриці, щитовим електриком дизельної електростанції верстатобудівного заводу «Комунар».
У Лубнах Борис Ванцак став робітничим кореспондентом республіканської «Робітничої газети», а також членом позаштатного промислово-транспортного відділу районної газети «Червона Лубенщина» та літературного об'єднання при ній.
У жовтні 1959 року Ванцака прийняли на роботу в редакцію газети «Червона Лубенщина» на посаду літературного працівника. Далі працював кореспондентом-організатором радіомовлення, завідувачем відділу листів і масової роботи, доки не вийшов на пенсію.
Без відриву від виробництва у 1962–1967 роках навчався на факультеті журналістики Київського університету. 1 жовтня 1961 року став членом Спілки журналістів.
Помер 1999 року. У наш час, пам'ять про Бориса Ванцака пошанована встановленням меморіальної дошки на будинку Лубенської міськрайонної друкарні, яка майже традиційно, неодноразово обливалась червоною фарбою.

## Нагороди, звання
1986 року став лауреатом Полтавської обласної журналістської премії імені Г. Ф. Яценка.
1988 року Борису Ванцаку надано звання «Заслужений журналіст УРСР».

## Творчість
Борис Ванцак був не тільки журналістом, але й поетом, письменником, публіцистом. Пожиттєвий доробок Бориса Ванцака присвячений переважно апологетиці комуністичного режиму, а також дослідженню життя полум'яного революціонера О. Г. Шліхтера — фактично, ідеолога Голодомору. Перший твір Бориса Ванцака опубліковано 1955 року в газеті «Комсомолець Туркистану». Друкувався в журналах «Україна», «Вітчазна», «Дніпро», «Журналіст», «Слово і час», «Криниця».
Краєзнавством Ванцак захопився на початку 1960-х років. Це захоплення тісно переплелося із журналістською діяльністю. У співавторстві з іншими краєзнавцями видрукував книги «Шляхами батьків», «Олександр Григорович Шліхтер», «Помилування не прошу», путівник «Лубни», навчальний посібник «Рідний край», збірку «Подвижники українського музейництва» та ін.
Десятки років Ванцак був відповідальним секретарем і заступником голови Лубенського літературного об'єднання, натхненником, організатором і виконавцем безліч культурницьких подій на Лубенщині.
З кінця 1977 року до 1988 року Борис Сидорович вів у газеті рубрику «ДО 1000-ліття Лубен». Він співавтор, редактор-упорядник брошури «1000-летие города Лубны», «М. Т. Симонов (Номис)», «Лубенський Мгарський монастир». Останнє його краєзнавче видання — фотоальбом «Пам'ять нашого міста».

## Видані книги
- Лубенський Петро, Ванцак Борис. Олександр Григорович Шліхтер. — К., 1973.
- Лубенский Пётр, Ванцак Борис. Главная удача жизни: Повесть об Александре Шлихтере. — Москва: Политиздат, 1980. — 367 с. — (Пламенные революционеры).
- Ванцак Борис. Помилования не прошу: Повесть о Петре Слинько. — Москва: Политиздат, 1986. — 190 с.
- Ванцак Б. С., Супруненко О. Б. Подвижники українського музейництва (Григорій Крир'яков, Федір Камінський, Катерина Скаржинська, Гнат Стеллецький). — Полтава: Археологія, 1995. — 136 с.